# Saxetania aelleni
Saxetania aelleni är en insektsart som först beskrevs av Vitaly Michailovitsh Dirsh 1952.  Saxetania aelleni ingår i släktet Saxetania och familjen Pamphagidae. Inga underarter finns listade i Catalogue of Life.